# Trophée des Grimpeurs 1999
Il Trophée des Grimpeurs 1999, settantatreesima edizione della corsa e valida come evento del circuito UCI categoria 1.3, si svolse il 2 maggio 1999 su un percorso di 133,9 km. Fu vinto dal francese Laurent Roux che terminò la gara in 3h09'47", alla media di 42,332 km/h.
Al traguardo 36 ciclisti portarono a termine la gara.

## Ordine d'arrivo (Top 10)
| Pos. | Corridore          | Squadra         | Tempo    |
| ---- | ------------------ | --------------- | -------- |
| 1    | Laurent Roux       | Casino          | 3h09'47" |
| 2    | Bobby Julich       | Cofidis         | a 1'49"  |
| 3    | Christopher Jenner | Crédit Agricole | a 1'55"  |
| 4    | Patrice Halgand    | Festina-Lotus   | a 2'03"  |
| 5    | Carlos Da Cruz     | BigMat          | a 2'11"  |
| 6    | Félix García Casas | Festina-Lotus   | a 2'18"  |
| 7    | Stéphane Heulot    | Franç. des Jeux | a 2'21"  |
| 8    | Anthony Morin      | Franç. des Jeux | a 5'39"  |
| 9    | Cédric Vasseur     | Crédit Agricole | a 5'41"  |
| 10   | Frédéric Bessy     | Casino          | a 5'42"  |